# هانس باکلر

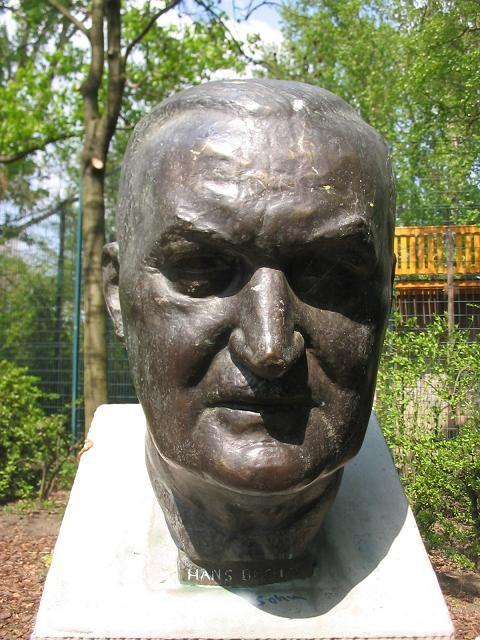
نگاره‌ای از سردیس هانس باکلر - برلین ۲۰۰۶

هانس باکلر (انگلیسی: Hans Böckler) یک سیاست‌مدار اهل آلمان است. او از اعضای حزب سوسیال دموکرات آلمان(SPD) بوده و از رهبران اتحادیه اروپا است.